# G‘uzor

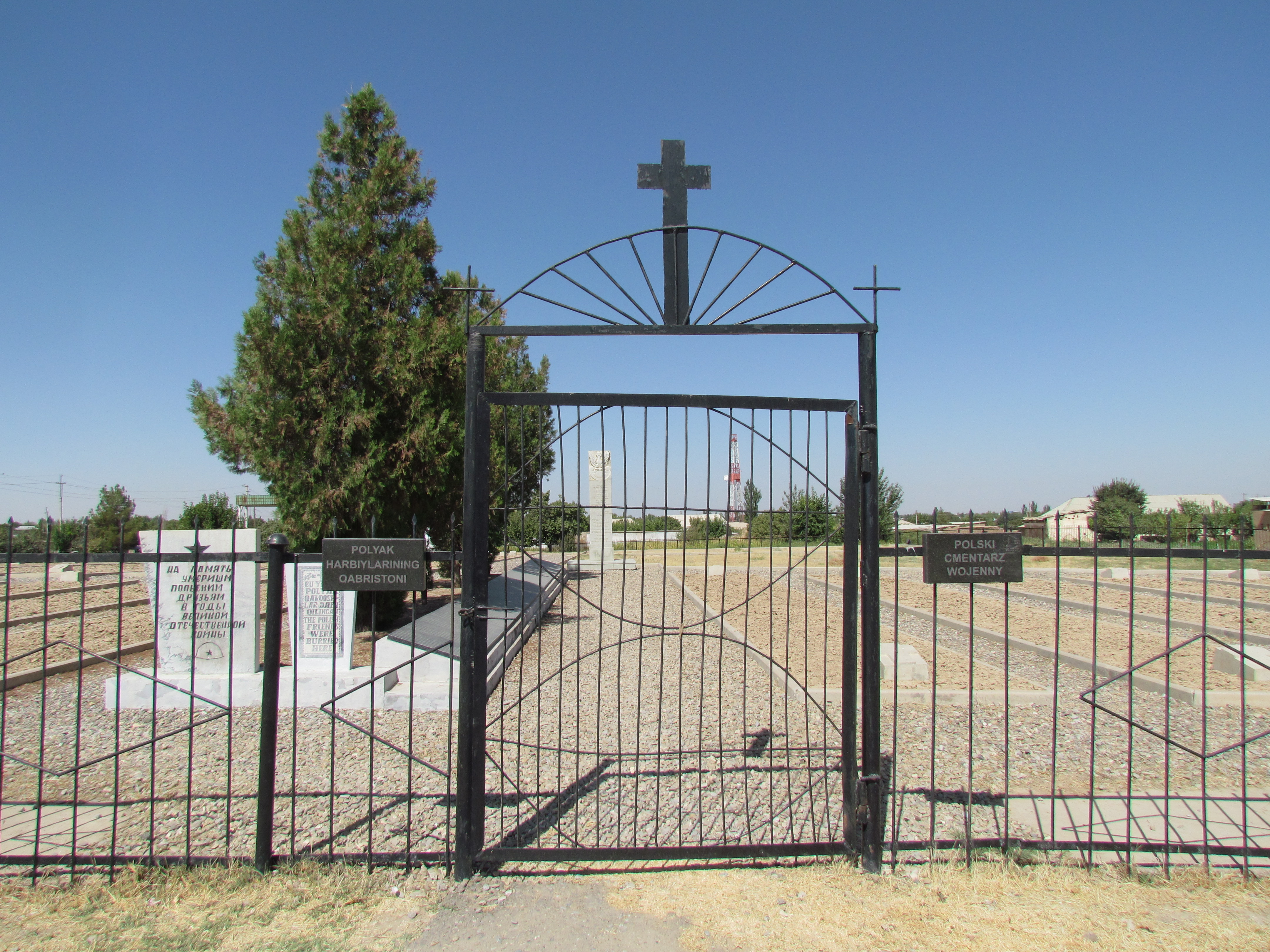
Le cimetière militaire polonais de G'uzor

Gʻuzor (en ouzbek : Gʻuzor; en tadjik : Гузор; en russe : Гузар, romanisé : Guzar; en persan : گذار) est une ville de la région de Kachkadaria en Ouzbékistan. Elle sert de centre administratif du district de Gʻuzor. Sa population est de 24 500 habitants (2016).
La ville abrite le cimetière militaire polonais, l'un des itinéraires empruntés par l'armée du général Anders pendant la Seconde Guerre mondiale.

## Histoire
Guzar était l'une des villes les plus importantes du khanat de Boukhara. Le statut de la ville a été attribué en 1977 (auparavant, c'était un village). Il y a un cimetière militaire polonais à Guzar.

## Géographie
Guzar est située au sud-est de Karchi, sur la rivière Gʻuzordaryo (ru), un affluent de la Kachkadaria. La ville dispose d'une gare ferroviaire du même nom qui sert de jonction pour les lignes de chemin de fer menant à Karchi, Kitob et Koumkourgan. Les villes les plus proches de Guzar sont : Kamachi (en) (28 km), Akaltyn (41 km), Karachina (41 km), Karchi (48 km), Yangi-Nishan (48 km), Yakkabogʻ (54 km), Chiroqchi (54 km), Beshkent (56 km), Eski Yakkabogʻ (61 km), Chakhrisabz (69 km), Talimarjan (70 km), Kasan (74 km), Kitob (77 km), Mughlan (80 km), Yangi Mirishkor (88 km), Miraki (88 km), Magdanly (en) (92 km, Turkménistan), Baysun (94 km), Nourabad (en) (109 km) et Urgut (121 km).

## Des sports
Le club de football «Shurtan» est basé à Guzar et a joué dans la Ligue majeure d'Ouzbékistan de 2005 à 2013 et de 2015 à 2017.

## Économie
Le traitement des matières premières agricoles, les entreprises de construction, les entreprises chimiques et agrochimiques sont présents dans la ville.Des entreprises de l'industrie légère sont également présentes dans la ville.

## Objets sociaux
Un nouveau complexe sportif avec une arène de football moderne a été construit dans la ville. Il existe également un cimetière-mémorial dédié aux prisonniers de guerre polonais qui étaient en Ouzbékistan dans les années 1940.